# See You on the Other Side
See You on the Other Side é o sétimo álbum de estúdio da banda Korn, lançado em 6 de dezembro de 2005 após a saída de Brian Welch em fevereiro de 2005 (por convenção ao cristianismo).
A 1 de Janeiro de 2006, e um mês depois do lançamento o disco tinha vendido 530 mil e 807 mil cópias nos Estados Unidos.
A 1 de Janeiro de 2007, o álbum vendera cerca de 1 milhão e 800 mil cópias a nível mundial, destas 626 mil só nos Estados Unidos. isto, durante o ano de 2006, e incluindo vendas de Dezembro de 2005 sendo certificado com Platina.Foi também o último trabalho de estúdio do Korn com o baterista David Silveria.
| Críticas profissionais                                                      | Críticas profissionais |
| Avaliações da crítica                                                       | Avaliações da crítica  |
| Fonte                                                                       | Avaliação              |
| --------------------------------------------------------------------------- | ---------------------- |
| allmusic                                                                    | [ 4 ]                  |
| Rolling Stone                                                               | [ 5 ]                  |
| musicOMH.com                                                                | [ 6 ]                  |
| IGN                                                                         | [ 7 ]                  |
| Billboard                                                                   | (Positivo)             |
| Esta tabela precisa de ser acompanhada por texto em prosa. Consulte o guia. |                        |

## Faixas
| Edição regular |                      |         |  |
| N.º            | Título               | Duração |  |
| 1.             | "Twisted Transistor" | 4:12    |  |
| 2.             | "Politics"           | 3:16    |  |
| 3.             | "Hypocrites"         | 3:49    |  |
| 4.             | "Souvenir"           | 3:49    |  |
| 5.             | "10 Or A 2-Way"      | 4:41    |  |
| 6.             | "Throw Me Away"      | 4:41    |  |
| 7.             | "Love Song"          | 4:18    |  |
| 8.             | "Open Up"            | 6:15    |  |
| 9.             | "Coming Undone"      | 3:19    |  |
| 10.            | "Getting Off"        | 3:25    |  |
| 11.            | "Liar"               | 4:14    |  |
| 12.            | "For No One"         | 3:37    |  |
| 13.            | "Seen It All"        | 6:19    |  |
| 14.            | "Tearjerker"         | 5:05    |  |
| Duração total: | Duração total:       | 61:00   |  |

### B-sides
1. "Too Late I'm Dead" - 3:27
2. "Inside Out" - 3:25
3. "Appears" - 3:00
4. "Eaten Up Inside" - 3:19

## Créditos
- Jonathan Davis - Vocal
- James Shaffer - Guitarra
- Reginald Arvizu - Baixo
- David Silveria - Bateria